# 曹洞宗
曹洞宗，禅宗的五个主要流派之一，自石頭宗門下分出，創始於洞山良、曹山本寂，後傳至宏智正覺禪師，創默照禪，與大慧宗杲所提倡話頭禪，成為後世禪宗兩大流派。因其学说细密，故而後世与理论较为激进的临济宗相比，称“临济将军，曹洞士民”。

## 歷史

### 前身
其渊源有两种说法：
- 第一說，取禪門先祖曹溪惠能（六祖大師）及六世法嗣洞山良价之名。

《石門文字禪》卷第二十六載曰:「(案:宋朝作者釋覺範禪師的親歷)游曹山,拜澄源塔,得斷碣曰:『耽章,號本寂禪師,獲五藏位圖,盡具洞山旨訣。』」又《禪林僧寶傳》卷一記載:「禪師諱耽章。。。。章出山，造曹溪，禮祖塔。自螺川還，止臨川，有佳山水，因定居焉。以志慕六祖，乃名山為曹。」以是知曹山之名的來由。曹洞宗: 曹指曹溪, 洞指洞山。
- 第二說，取本宗第二祖曹山本寂，第一祖洞山良价之名。为了读音方便，次序作颠倒。祖庭事苑七中记载：“曹山即洞山之嗣子，今不言洞曹言曹洞者。亦犹慧远即慧持之兄但言持远而不言远持，盖由语便而无他。丛林或指曹为曹溪，盖不知世裔来历之远近，妄自牵合。”以此說为近于真也。

曹洞宗源出六祖弟子青原行思，传希迁，希迁传药山，药山传云岩，云岩传良禅师。良禅师，住瑞州洞山，传本寂禅师，成立曹洞宗。

### 發展
洞山良（807年－869年）曾先后从五泄山灵默、南泉普愿、沩山灵祐等问学。在云岩（湖南潭州境内）从师昙晟，并受禅法心印。唐大中十三年（859年），良价来到洞山（今江西宜丰境内），不再雲游，驻锡洞山，宣讲他所悟的禅法，倡“明暗交参”。良价的弟子本寂（840年－901年）在洞山学法数年，后到曹山（今江西宜黄境内）弘扬禅法，使宗风大举。其说立五位君臣以为宗要。五位者，正中偏，偏中正，正中来，偏中至，兼中到，是也。君为正位，臣为偏位。正位即空界，偏位即色界。后世遂称之为曹洞宗。
靖康南渡之際，曹洞宗門下宏智正覺禪師，鑑於臨濟宗叫人看話頭、看公案，流於空疏，故起而倡以靜坐為主的默照禪，但大慧宗杲認為曹洞宗只教人靜坐，不求妙悟，是「默照邪禪」，對此宗大加批評。宏智正覺門下也後繼無人，在南宋後，在中國傳承衰微。

## 各地

### 中国大陆
宏智正覺禪師住持天童寺，開默照禪。
明清之际曹洞宗传承法脉中影响最大的是福州鼓山系（涌泉寺）与镇江焦山系（定慧寺）两处曹洞宗固定的传法中心。
福州鼓山曹洞宗寿昌系鼓山法脉之传承为：永觉元贤、为霖道霈、惟静道安、恒涛大心、圆玉兴五、象先法印、淡然法文、堂敏法澹、遍照兴隆，传续至清代末年。遍照兴隆之后，次第相传，一直到虚云、圆瑛，鼓山曹洞宗法脉不但传承没有中断，而且是近现代中国佛教中影响最大的一系。
虚云和尚于1953年迁云居山真如禅寺。期间，虚云和尚考证曹洞宗法脉传承，系洞山良价、曹山本寂、云居道膺等共创，名曰“曹洞宗”  但查其所传曹山本寂二传之后，不见记载，后传至日本及后世弘传，都以云居道膺一支为主体，兼之当时受清光绪皇帝册封其为“佛慈弘法大师” 故力主更名曰“洞云宗”）。传复性净慧（净慧长老）、复本禅道（禅道长老）、复仁法宗、复堪传士等，再传腾智、腾音等为洞云宗四十九代，后有瑞之等承之。

### 朝鮮
新罗（今韩国） 僧人利严（870-936）曾嗣法于道膺，归国后在须弥山建广照寺，创须弥山派。

### 日本
鎌倉時代，公元13世纪初，日本道元禪師入宋，從學於天童山曹洞宗如淨禪師門下，傳回日本，建立永平寺，提倡「只管打坐」，為日本曹洞宗的開始。本山是永平寺（福井縣）和總持寺（橫濱市）。如今，曹洞宗已经成为日本禅宗的主要流派。

### 台灣
台灣日治時期佛教四大名山中的基隆灵泉禅寺、五股凌雲禪寺、大湖法雲禪寺皆為曹洞宗主要叢林。其後也有日本曹洞宗傳入，建立永平寺和總持寺的兩大本山台北別院（現東和禪寺）。座落彰化縣員林市的員林禪寺，創建人原係日本曹洞宗岡部快道禪師建造，於昭和六年（1931年）六月三十日竣工。民國三十四年（1945年)原住持岡部快道禪師圓寂，繼任住持為日僧森公外禪師，適逢日本投降，森公外禪師被遣送返日。本寺地方信徒，迎請當時在日本曹洞宗大本山永平寺修學的善光大德(本名朱光淮)，返國接任住持。而後中國大陸來台之法鼓山，其傳承之法脈亦屬中土曹洞宗。

### 西方
日本曹洞宗在西方传播较广，为主要佛教流派之一。北美的曹洞宗佛教协会、美洲禅师协会总共有约300位嗣法和尚，约占西方日本曹洞宗总数的80%。:79西方曹洞宗师男女比例基本平衡，:79因此也额外整理了女性禅师世系表。